# マイストロベリーフィルム
『マイストロベリーフィルム』は、2024年2月16日（15日深夜）から4月5日（4日深夜）まで毎日放送の「ドラマシャワー」枠にて放送されたテレビドラマ。完全オリジナルドラマで、主演は深田竜生、矢花黎、田鍋梨々花、吉田美月喜の4人。クワトロ主演は同枠初の試みとなる。
謎の「フィルム」をモチーフに性格も恋愛観も全く違う男女4人の高校生たちの交錯する繊細な思いを綴る青春群像劇。

## あらすじ
高校の同級生の遠山光と中村千花は旧校舎の倉庫の掃除の最中、古い8mmフィルムと映写機を見つける。フィルムを映してみるとそこには旧校舎の屋上で笑顔の美少女が映っていた。
すっかりその少女に心を奪われてしまった光は、いつも一緒に行動している同級生の市川凌も巻き込み、3人でフィルムの少女探しを始める。密かに凌に思い寄せていた千花も少女探しに張り切るが、ある夜、倉庫で寝入っている光を見つめながら頬に手をやろうとする凌の姿を目撃してしまう。
そんな時、転校生がやってくる。村崎美波と名乗ったその転校生はフィルムの少女にそっくりだった。千花の誘いでフィルムを見た美波は、少女が自分に似ていることに驚き、興味を持ち少女探しに協力したいと言う。
動画をアップしたSNSのコメントに「この子知ってる」という書き込みがあり、そのアカウントの投稿動画にはフィルムと同じ少女が映った別の動画がアップされていた。
4人の思いとフィルムの謎が交錯しながら少女探しがスタートする。

## キャスト

### 主要人物
市川凌（いちかわ りょう）
演 - 深田竜生
高校2年生。端正な容姿で注目されているが、目立つことは苦手。音楽作りが趣味で繊細。
遠山光（とおやま ひかる）
演 - 矢花黎
高校2年生。コミュ力が高く調子に乗りやすいが、夢中になれるものが見つからない。ムードメーカー的存在。
村崎美波（むらさき みなみ）
演 - 田鍋梨々花
光が偶然見つけたフィルムの中の美少女そっくりの転校生として現れる。
中村千花（なかむら ちか）
演 - 吉田美月喜
高校2年生。バドミントン部所属。活発な性格。古道具に詳しい。

### 周辺人物
松岡先生
演 - 小島聖
凌たちの通う高校の厳格な古典教師。この学校の卒業生でもある。旧姓は高橋。
高橋馨（たかはし かおる）
演 - 早瀬憩
千花が卒アルから見つけた女子。高校時代の松岡だと判明する。
村崎美月（むらさき みづき）
演 - 田鍋梨々花（一人二役）
美波の母。高校時代の馨の友人。フィルムの中の美少女。

### ゲスト

#### 第1話
橋
演 - 山下ケイジ
勤続25年の教師。光がフィルムの少女のことを聞くが分からず、松岡先生に聞いてみたらと言われる。
クラスメイト
演 - 只野かいり（第2話-第4話、第7話）、八田拳（第2話-最終話）、百蔵充輝（第2話-最終話）、柚来しいな（第2話-最終話）、檜崎美宇（第2話-最終話）

#### 第2話
高橋
演 - 岡慶悟（第3話、第7話）
凌たちのクラスの担任教師。

#### 第3話
カフェの店員
演 - 土屋いくみ（第5話・第6話）
光と美波が訪れるカフェの店員。

## スタッフ
- 脚本 - 小林啓一、川崎僚、高橋名月[8]
- 監督 - 川崎僚、武田かりん[8]
- 音楽 - 森悠也[8]
- オープニング主題歌 - クボタカイ「フラッシュバックメモリーズ」（ROOFTOP / WARNER MUSIC JAPAN）[6]
- エンディング主題歌 - Quw「Cropping」[9]
- 制作プロダクション - ヒューマックスシネマ[8]
- 協力プロダクション - NeedyGreedy[8]
- 製作 - 「マイストロベリーフィルム」製作委員会、毎日放送[8]

## 放送日程
| 話数   | 放送日  | 脚本            | 監督       |
| ------ | ------- | --------------- | ---------- |
| 第1話  | 2月16日 | 小林啓一        | 川崎僚     |
| 第2話  | 2月23日 | 高橋名月 川崎僚 | 川崎僚     |
| 第3話  | 3月01日 | 高橋名月 川崎僚 | 武田かりん |
| 第4話  | 3月08日 | 川崎僚          | 武田かりん |
| 第5話  | 3月15日 | 川崎僚          | 川崎僚     |
| 第6話  | 3月22日 | 川崎僚          | 川崎僚     |
| 第7話  | 3月29日 | 川崎僚          | 川崎僚     |
| 最終話 | 4月05日 | 川崎僚          | 川崎僚     |

## 放送局
| 放送期間                | 放送時間                     | 放送局       | 対象地域   | 備考           |
| ----------------------- | ---------------------------- | ------------ | ---------- | -------------- |
| 2024年2月16日 - 4月5日  | 金曜 1:00 - 1:30（木曜深夜） | テレビ神奈川 | 神奈川県   | 29分先行放送。 |
|                         | 金曜 1:29 - 1:59（木曜深夜） | 毎日放送     | 近畿広域圏 | 製作局         |
| 2024年2月21日 - 4月10日 | 水曜 0:30 - 1:00（火曜深夜） | 群馬テレビ   | 群馬県     |                |
| 2024年2月22日 - 4月11日 | 木曜 1:00 - 1:30（水曜深夜） | とちぎテレビ | 栃木県     |                |
|                         | 木曜 23:00 - 23:30           | テレビ埼玉   | 埼玉県     |                |
|                         |                              | 千葉テレビ   | 千葉県     |                |

## ネット配信
| 配信開始月 | 配信サイト    | 配信料金     | 備考       |
| ---------- | ------------- | ------------ | ---------- |
| 2024年2月  | TVer          | 広告付き無料 | 見逃し配信 |
| 2024年2月  | MBS動画イズム | 広告付き無料 | 見逃し配信 |
| 2024年2月  | FOD           | 定額制有料   | 見放題配信 |